# Гейденштейн, Рейнгольд
Рейнгольд Гейденштейн (нем. Reinhold Heidenstein; 1553, Кёнигсберг — 24 декабря 1620, Суленчино, Речь Посполитая) — польский дипломат, юрист и историк, друг Яна Замойского, доверенный секретарь польских королей Стефана Батория и Сигизмунда III.

## Биография
Выходец из прусского немецкого рода.
В 1566 году поступил в Кёнигсбергский университет, с 1571 года учился в Виттенберге, с 1577-го — в Падуанском университете. После 1581 года посетил Францию, где был представлен маркграфу Георгу Фридриху фон Ансбаху, регенту-герцогу Пруссии (с 1578 г.). С октября 1583 года назначен его агентом при польском дворе, в 1583—1611 годах получал за эту должность денежное довольствие из Пруссии. С 1582 года — секретарь польского короля Стефана Батория. В 1585 году получил польское гражданство и подтверждение своего «франкского дворянства». Пользовался покровительством канцлера Яна Замойского, по настоянию которого перешёл в 1591 году из лютеранства в католичество. Сохранил свою должность секретаря также при короле Сигизмунде III, неоднократно выступая в качестве посланника, особенно в герцогстве Пруссия и в Данциге. После смерти Георга Фридриха (1603) повлиял, благодаря своему двойному положению, на принятие регентства в Пруссии через посредничество бранденбургских курфюрстов.
После смерти Замойского (1605) его влияние уменьшилось, и с 1612 года, оставив свою должность, он жил в Западной Пруссии, занимаясь литературными трудами и домашним хозяйством. Построил церковь в Суленчине.

### Семья
Отец — Бернард Гейденштейн, владел селом Суленчино (Солец, Соленчин, Solescium) около Гданьска. Мать — Анна фон Кроков (нем. Krockow).
Жена (с 1600 г.) — Анна Конарска (пол. Konarska). Дети:
- сын — Иоганн Михаэль Гейденштейн (1610—1673), писатель;
- две дочери.

## Творчество
В 1584 году выпустил «Записки о Московской войне», текст которых редактировали Стефан Баторий и Замойский. Они выдержали четыре латинских издания, а в 1590 году увидел свет их немецкий перевод. В 1605—1606 годах работал над жизнеописанием Яна Замойского, переработав его в 1616 году (издано только в 1861 г.).
Одним из значительных его трудов является «Ius terrestre nobilitatis Borussiae correctum» (1598). Последнее крупное его сочинение «Королевство Польское после
смерти Сигизмунда Августа» было издано после смерти автора его сыном (1672).
Латинские исторические хроники Гейденштейна, прославлявшие Стефана Батория и Замойского, основывались на официальном материале и до нынешнего времени остаются значимыми источниками.
Участвовал в исправлении земского судебного уложения для королевской Пруссии.

### Избранные сочинения
Источник — Электронные каталоги РНБ
- Heidenstein R. De bello Moscovitico commentariorum lib. sex. — Cracoviae [Krakow], 1584. — 2° p.
  - . — Basileae [Basel], 1588. — 4° p.
  - Pamietniki wojny moskiewskiej / Tlomaczyl Jan Czubek. — Lwow, 1894. — 8° p.
- Heidenstein R. Rerum polonicarum ab excessu Sigismundi Augusti libri XII. — Franf. a./M., 1672.
  - Dzieje Polski od smierci Zygmunta Augusta do roku 1594. — Spb., 1857. — Т. 1, 2.
- Heidenstein R. Warhaffte, grundtliche und eigendtliche Beschreibung des Krieges, welchen der Konig zu Polen Stephan Batori, wider den grossfursten in der Moschkaw, Iwan Wassilowitzen gefuhret / In Drey Bücher verfast und aus dem Latein verdeutsch: durch Heinrich Räteln. — Gorlitz, 1590. — 4° p.
- Regii de bello Moscovitico quod Stephanus rex Poloniae gessit commentariorum libri VI (Записки о московской войне, которую вёл польский король Стефан в 6 книгах): Rajnolda Heidenstejna, secretarza królewskiego, Dzieje Polski od śmierci Zygmunta Augusta. Ksiąg XII / Z łacińskiego przetlomaczyl Michał Gliszczyński, życiorysem uzupełnił Włodzimierz Spasowitz. Petepsb. 1857.

#### Переводы на русский язык
- Гейденштейн Р. Записки о Московской войне. (1578—1582) / Пер. с лат. И. И. Виноградова. — СПб.: Археогр. комис., 1889. — 86+312 с.[8]
  - Гейденштейн Р. Записки о Московской войне (1578—1582) // Записки о Московской войне (1578—1582) / Р. Гейденштейн. Новое известие о России времени Ивана Грозного / А. Шлихтинг. О Москве Ивана Грозного / Г. Штаден. — Рязань: Александрия, 2005. — 606 с. — 1000 экз. — ISBN 5-94460-0120-8.
- Рассказ о приступе 8 сентября : Из книги Гейденштейна «De bello Moscovitico, quod Stephanus rex Poloniae gessit, commentariorum libri VI» // Дневник последнего похода Стефана Батория на Россию : (Осада Пскова) / Пер. с польск. О. Н. Милевского. — Псков: Псковск. археол. о-во, 1882. — С. 1-11 (3-й паг.). — 16+262+11 с. — (Перепеч. … из Псковск. губ. ведомостей).
- Деяния польские по смерти Сигизмунда Августа в 12 книгах // Сборник материалов для исторической топографии Киева и его окрестностей. — Киев, 1874. — С. 23-24.[9]